# گاتام گوویندا
گاتام گوویندا (به انگلیسی: Gautam Govinda) فیلمی هندی محصول سال ۱۹۷۹ و به کارگردانی سوبهاش گای است. در این فیلم بازیگرانی همچون شاشی کاپور، شاتورگان سینها، موشومی چاترجی، آریونا ایرانی، نیروپا روی، ویجای آرورا، پریم نات، مادان پوری و رینا روی ایفای نقش کرده‌اند. 